# Une Parisienne
Pour plus de détails, voir Fiche technique et Distribution.
Une Parisienne est un  film français réalisé par Michel Boisrond, sorti en 1957.

## Synopsis
Brigitte Laurier (Brigitte Bardot), fille du Président du Conseil (André Luguet), est éperdument éprise de Michel Legrand (Henri Vidal), le chef de cabinet de son père. Elle s'arrange si bien pour le compromettre et se compromettre que le jeune homme est obligé de l'épouser sur le champ. Devant l'indifférence de Michel, Brigitte décide de tout mettre en œuvre pour le rendre jaloux, provoquant un rendez-vous entre son mari et sa volcanique maîtresse, puis s'offrant une escapade sur la Côte d'Azur avec un séduisant prince consort (Charles Boyer) en visite officielle.

## Fiche technique
- Titre : Une Parisienne
- Réalisation : Michel Boisrond
- Scénario : Jean Aurel et Annette Wademant
- Adaptation : Jean Aurel, Jacques Emmanuel et Michel Boisrond
- Dialogues : Annette Wademant
- Assistant réalisateur : Jacques Poitrenaud
- Images : Marcel Grignon
- Opérateur : Raymond Lemoigne assisté de J. Bénézech
- Son : Antoine Petitjean, assisté de Guy Chichignoud et G. Ancessi
- Musique : Henri Crolla, André Hodeir, Hubert Rostaing et Christiane Legrand (chant)
- Montage : Claudine Bouché, assistée de Nadine Marquand
- Décors : Jean André, assisté de Robert André et J. Saulnier
- Costumes et robes : Jacques Esterel (pour B. Bardot), Pierre Balmain (pour N. Gray), Pierre Nourry
- Maquillage : Odette et Pierre Berroyer, Jean Ulysse
- Photographe de plateau : Serge Beauvarlet
- Script-girl : Lucille Costa
- Régisseur : Maurice Hartwig
- Ensemblier : Pierre Charron
- Administrateur : Luc Béranger
- Tirage : Laboratoire G.T.C Joinville
- Enregistrement : Western Electric
- Production : Les Films Ariane, Cinétel, Filmsonor (Paris) - Rizzoli Films (Rome)
- Distribution : Cinédis
- Chef de production : Alexandre Mnouchkine, Robert Gascuel, Georges Lourain
- Directeur de production : Francis Cosne
- Tournage du 20 mars au 31 mai 1957 Paris-Studios-Cinéma
- Format : Pellicule 35 mm, couleur Technicolor
- Genre : Comédie
- Durée : 86 minutes
- Date de sortie :
  - France -  16 décembre 1957
- Affiche : Jean Mascii (France)

## Distribution
- Brigitte Bardot : Brigitte Laurier, la fille du président du conseil
- Charles Boyer : le prince consort Charles en visite en France
- Henri Vidal : Michel Legrand, le chef de cabinet du président
- André Luguet : Alcide Laurier, le président du Conseil
- Nadia Gray : la reine Greta, en visite en France
- Madeleine Lebeau : Monique Wilson, maîtresse de Michel
- Claire Maurier : Caroline d'Herblay, la jeune femme du colonel
- Noël Roquevert : le colonel Albert d'Herblay
- Fernand Sardou : Fernand, le patron du cabanon
- Guy Tréjan : le colonel Morin, lieutenant d'aviation
- Marcel Pérès : le général, lors du flagrant délit d'adultère
- Judith Magre : Irma, la fille brune du cabanon
- Renée Gardès : Juliette, la bonne de Michel et Brigitte
- Robert Pizani : Alexandre, l'ambassadeur de France
- Harry Max : l'ambassadeur étranger
- Jacques Marin : l'agent motocycliste verbalisateur
- Roger Saget : l'officier assoupi dans le fauteuil
- Hubert de Lapparent : le secrétaire de la Présidence
- Daniel Emilfork : un huissier d'ambassade
- Marcel Charvey : un truand au cabanon
- Henri Cogan : un truand au cabanon
- Charles Lemontier : un solliciteur auprès de Michel
- Louis Saintève : un valet de chambre
- Laure Paillette : une femme quittant la chambre lors du flagrant délit d'adultère
- Sylvain Lévignac : un bagarreur au cabanon
- Roger Lecuyer : un invité
- Claude Emy
- Laura Lor : une bagarreuse au cabanon
- Vera Talchi : Titine
- Irène Tunc : une maîtresse de Michel au salon de massage